# جاي س. ويلسون
جاي س. ويلسون (بالإنجليزية: J. C. Wilson)‏ هو لاعب كرة قدم أمريكية أمريكي، ولد في 11 مارس 1956 في كليفلاند في الولايات المتحدة.

## وصلات خارجية
- جاي س. ويلسون على موقع مرجع كرة القدم المحترفة.كوم (الإنجليزية)